# Премия Национальной академии наук США за научный обзор
Премия Национальной академии наук США за научный обзор — одна из важнейших премий в области научного рецензирования в США. Присуждается Национальной академией наук США «как признание авторов, чьи рецензии синтезировали обширный и сложный материал, оказывая значительную услугу науке и влияющую на ход научной мысли». 

## История
Премия Национальной академии наук США за научный обзор была учреждена в 1977 году. Она присуждается ежегодно в отдельных областях с 1979 года.

## Список лауреатов премии
| Год  | Лауреат                | Область науки                | Описание |
| ---- | ---------------------- | ---------------------------- | --- |
| 2020 | Кристина Маслач        | социальные науки             | За содержательные, комплексные обзоры, раскрывающие и разрабатывающие исследования в многомерной теории профессионального и рабочего выгорания, а также меры по его смягчению для улучшения благосостояния людей. |
| 2019 | Роберт Кенникутт       | астрономия                   | За высокоцитируемый обзор «Звездообразование в галактиках вдоль последовательности Хаббла» и связанную работу, синтезирующей широкое поле звездообразования. |
| 2018 | Эдриан Бакс            | структурная биология         | За ясные, откровенные обзоры и новаторские технические концепции по разработке и применению новых методов биомолекулярной ЯМР-спектроскопии. |
| 2017 | Даниэль Нагин          | криминология                 | За обзоры научной литературы о предупреждении преступности как последствий уголовных и социальных санкций. Эти обзоры изменили курс криминологической теории и эмпирических исследований и в значительной степени обосновали анализ государственной политики. |
| 2016 | Серхио Верду           | компьютерные науки           | За последовательный и выдающийся вклад в обзорные материалы по теорию информации, а также за ведущую роль в разработке высококачественных обзорных журналов, охватывающих широкие области информационных наук. |
| 2015 | Томас Поллард          | биохимия                     | За его опубликованные обзоры, в которых прослеживается история клеточной подвижности с самого ее начала, критически анализируются биохимические реакции, ответственные за клеточные движения, критикуются методы и предположения, используемые в данной области, и обобщается информация, имеющаяся в творческих моделях, которые руководили развитием этой области науки. |
| 2014 | Сара Блаффер Хрди      | биосоциальные взаимодействия | За ее проницательный и дальновидный синтез широкого спектра данных и концепций из всех социальных и биологических наук, для освещения важности биосоциальных процессов среди матерей, младенцев и других социальных субъектов в формировании эволюционного процесса. |
| 2013 | Брюс Кляйнер Джон Лотт | математика                   | За их совместное изложение знаменитого решения гипотезы Пуанкаре Перельманом; презентация Кляйнера / Лотта сыграла важную роль в обеспечении доступности решения для математического сообщества, и, как первая подробная научная презентация, сыграла решающую роль в проверке решения.                                                                                    |
| 2012 | Ларри Сквайр           | неврология                   | За его плодотворный вклад в написание обзоров по организации и истории исследований систем памяти, за редактирование учебников по неврологияи и биографии лидеров исследований в неврология, а также за многочисленные обзоры книг, которые предоставили ценный ресурс для неврологии и сделали изучение неврологии доступным для широкой аудитории.                       |
| 2011 | Томас Сарджент         | экономика                    | За его новаторские книги, которые объединяют динамические макроэкономические модели в условиях неопределенности с эконометрическими методами временных рядов, которые информировали и просвещали поколение экономических исследователей. |
| 2010 | Джон Алрой             | палеобиология                | За разработку базы данных палеобиологии, которая произвела необычайно обширный синтез палеонтологических данных, который продвигал область палеобиологии вперед способами, которые раньше были бы невозможны. |